# La Coupole
La Coupole ("A Cúpula"), também conhecido como Coupole d'Helfaut-Wizernes e originalmente pelo codinome Bauvorhaben 21 ("Projeto de construção 21") ou ainda Schotterwerk Nordwest ("Obras de Cascalho do Noroeste"), é um complexo de bunker da Segunda Guerra Mundial no departamento de Pas-de-Calais, no norte da França, a cerca de 5 quilômetros (3,1 milhas) de Saint-Omer e cerca de 14,4 quilômetros (8,9 milhas) ao sul-sudeste da menos desenvolvida instalação de lançamento de mísseis V-2 Blockhaus d'Éperlecques na mesma área. Foi construído pelas forças da Alemanha Nazista entre 1943 e 1944 para servir como base de lançamento de foguetes V-2 direcionados contra Londres e o sul da Inglaterra, e é o precursor mais antigo conhecido dos modernos silos de mísseis subterrâneos ainda existentes.
Construído ao lado de uma pedreira de giz desativada, a característica mais proeminente do complexo é uma imensa cúpula de concreto, à qual seu nome moderno se refere. Foi construído acima de uma rede de túneis que abrigam áreas de armazenamento, instalações de lançamento e alojamentos da tripulação. A instalação foi projetada para armazenar um grande estoque de V-2s, ogivas e combustível e pretendia lançar V-2s em escala industrial. Dezenas de mísseis por dia seriam abastecidos, preparados e lançados em rápida sequência contra Londres e o sul da Inglaterra.
Após repetidos bombardeios pesados das forças aliadas durante a Operação Crossbow, os alemães não conseguiram concluir as obras de construção e o complexo nunca entrou em serviço. Foi capturado pelos Aliados em setembro de 1944, parcialmente demolido por ordem de Winston Churchill para evitar sua reutilização como base militar e depois abandonado. Permaneceu abandonado até meados da década de 1990. Em 1997 abriu pela primeira vez ao público, como museu. Exposições nos túneis e sob a cúpula contam a história da ocupação alemã da França durante a Segunda Guerra Mundial, as armas-V e a história da exploração espacial.

## Antecedentes
La Coupole ("A Cúpula", também conhecido como "Coupole d'Helfaut-Wizernes" originalmente com o nome-código "Bauvorhaben 21" ("Projeto de Construção 21") ou ainda "Schotterwerk Nordwest" ("Obras de Cascalho do Noroeste"), era um bunker da Segunda Guerra Mundial para o lançamento de armas V-2, no departamento de Pas-de-Calais, no norte da França, a cerca de 5 quilômetros (3,1 milhas) de Saint-Omer e cerca de 14,4 quilômetros (8,9 milhas) ao sul-sudeste da menos desenvolvida instalação de lançamento de mísseis V-2 Blockhaus d'Éperlecques V-2 na mesma área. Foi construído pelas forças da Alemanha nazista entre 1943 e 1944 para servir como base de lançamento de foguetes V-2 direcionados contra Londres e o sul da Inglaterra, e é o precursor mais antigo conhecido dos modernos silos de mísseis subterrâneos ainda existentes.
Construído ao lado de uma pedreira de giz desativada, a característica mais proeminente do complexo é uma imensa cúpula de concreto, à qual seu nome moderno se refere. Foi construído acima de uma rede de túneis que abrigam áreas de armazenamento, instalações de lançamento e alojamentos da tripulação. A instalação foi projetada para armazenar um grande estoque de V-2s, ogivas e combustível e pretendia lançar V-2s em escala industrial. Dezenas de mísseis por dia seriam abastecidos, preparados e lançados em rápida sequência contra Londres e o sul da Inglaterra.
Após repetidos bombardeios pesados das forças aliadas durante a Operação Crossbow, os alemães não conseguiram concluir as obras de construção e o complexo nunca entrou em serviço. Foi capturado pelos Aliados em setembro de 1944, parcialmente demolido por ordem de Winston Churchill para evitar sua reutilização como base militar e depois abandonado. Permaneceu abandonado até meados da década de 1990. Em 1997 abriu pela primeira vez ao público, como museu. Exposições nos túneis e sob a cúpula contam a história da ocupação alemã da França durante a Segunda Guerra Mundial, as armas-V e a história da exploração espacial.
O foguete V-2 foi uma das várias armas inovadoras de longo alcance desenvolvidas pelos alemães após o fracasso da Luftwaffe em desferir um golpe decisivo contra a Grã-Bretanha. Foi uma arma revolucionária - o primeiro SRBM operacional do mundo - que foi desenvolvido em um programa secreto iniciado em 1936. A liderança alemã esperava que uma barragem de foguetes lançada contra Londres forçasse a Grã-Bretanha a sair da guerra. Embora Adolf Hitler fosse inicialmente ambivalente, ele eventualmente se tornou um apoiador entusiástico do programa V-2 enquanto as forças aéreas aliadas realizavam ataques cada vez mais devastadores nas cidades alemãs.
O míssil de 12,5 toneladas, com 14 metros (46 pés) de altura em sua plataforma de lançamento, foi alimentado principalmente por oxigênio líquido (LOX) e etanol. A implantação do V-2 em grande escala exigia muito mais LOX do que estava disponível nos locais de produção existentes na Alemanha e nos países ocupados. Novas fontes de LOX foram necessárias, situadas próximas aos locais de lançamento de mísseis para reduzir ao máximo a perda de propelente por evaporação. O alcance operacional do míssil de 320 quilômetros (200 milhas) significava que os locais de lançamento deveriam estar bem próximos do Canal da Mancha ou da costa sul do Mar do Norte, no norte da França, Bélgica ou oeste da Holanda.
Devido à complexidade do míssil e à necessidade de testes extensivos antes do lançamento, os projetistas do V-2 no Centro de Pesquisas do Exército de Peenemünde preferiram o uso de locais fixos fortemente defendidos onde os mísseis poderiam ser armazenados, armados e abastecidos de um local. Planta de produção LOX antes do lançamento. Mas o exército alemão e o chefe do projeto V-2, major-general Walter Dornberger, estavam preocupados com o fato de os locais serem vulneráveis a ataques aéreos dos Aliados. A opção preferida do Exército era usar Meillerwagens, baterias móveis de disparo, que representavam um alvo muito menor para as forças aéreas aliadas.
A opção do exército, no entanto, foi rejeitada por Hitler, que tinha uma preferência de longa data por construções enormes e grandiosas. Ele preferia instalações fixas ao longo das linhas dos bunkers para U-Boot virtualmente inexpugnáveis que haviam sido construídos para proteger a frota alemã de submarinos. Em março de 1943, [8] ele ordenou a construção de um enorme bunker (agora conhecido como Blockhaus d'Éperlecques) na floresta de Éperlecques perto de Watten, ao norte de Saint-Omer. O bunker logo foi localizado pelo reconhecimento aliado e, em 27 de agosto de 1943, um ataque de 187 bombardeiros Boeing B-17 Flying Fortress destruiu o canteiro de obras antes que pudesse ser concluído. Uma porção sobrevivente foi reutilizada pelos alemães como uma instalação de produção de LOX.